# شونگولی
شونگولی (به لاتین: Shunguli) یک منطقهٔ مسکونی در روسیه است که در استان آستراخان واقع شده‌است.